# Novo Tiradentes
Novo Tiradentes là một đô thị thuộc bang Rio Grande do Sul, Brasil. Đô thị này có diện tích 75,396 km², dân số năm 2007 là 2331 người, mật độ 30,92 người/km².